# ULBP2
ULBP2 (англ. UL16 binding protein 2) – білок, який кодується однойменним геном, розташованим у людей на короткому плечі 6-ї хромосоми. Довжина поліпептидного ланцюга білка становить 246 амінокислот, а молекулярна маса — 27 368.
| 10         |  | 20         |  | 30         |  | 40         |  | 50         |
| ---------- |  | ---------- |  | ---------- |  | ---------- |  | ---------- |
| MAAAAATKIL |  | LCLPLLLLLS |  | GWSRAGRADP |  | HSLCYDITVI |  | PKFRPGPRWC |
| AVQGQVDEKT |  | FLHYDCGNKT |  | VTPVSPLGKK |  | LNVTTAWKAQ |  | NPVLREVVDI |
| LTEQLRDIQL |  | ENYTPKEPLT |  | LQARMSCEQK |  | AEGHSSGSWQ |  | FSFDGQIFLL |
| FDSEKRMWTT |  | VHPGARKMKE |  | KWENDKVVAM |  | SFHYFSMGDC |  | IGWLEDFLMG |
| MDSTLEPSAG |  | APLAMSSGTT |  | QLRATATTLI |  | LCCLLIILPC |  | FILPGI     |

A: Аланін

C: Цистеїн

D: Аспарагінова кислота

E: Глутамінова кислота

F: Фенілаланін

G: Гліцин

H: Гістидин

I: Ізолейцин

K: Лізин

L: Лейцин

M: Метіонін

N: Аспарагін

P: Пролін

Q: Глутамін

R: Аргінін

S: Серин

T: Треонін

V: Валін

W: Триптофан

Локалізований у клітинній мембрані, мембрані.
Також секретований назовні.